# پاپریکا (فیلم ۱۹۳۲)
پاپریکا (انگلیسی: Paprika) یک فیلم کمدی آلمانی به کارگردانی کارل بوئسه با بازی فرانسیسکا گال و پاول هوربیگر است.